# Chery
Chery Automobile (chinês: 奇瑞, pinyin: Qirui) é uma indústria automobilística estatal da China. A empresa foi fundada em 1997 para estimular a economia da região de Wuhu, tendo sido inicialmente uma montadora de brinquedos e jogos infantis. Tendo encontrado dificuldades para obter licenciamento que autorizasse a venda de seus modelos em toda a China, a empresa foi salva em virtude de um pedido de produção de táxis feito pelo governo local (seu único acionista à época). Em 2001 a SAIC Motor passou a deter participação na empresa, o que facilitou a distribuição da sua produção.
Em 2001/2002 a Chery contratou vários profissionais que deixaram a Daewoo em virtude do processo de falência enfrentado por esta. Ocorre que estas pessoas transferiram para Chery mais que sua força de trabalho, tendo levado também projetos inteiros de modelos da Daewoo. Como consequência, a Chery produz 2 modelos (Chery QQ e Chery Oriental Son) que são idênticos a modelos da GMDAT (Daewoo Matiz e Daewoo Magnus).
Sediada em uma área de aproximadamente dois milhões de metros quadrados na cidade de Wuhu, província de Anhuí, a Chery possui mais de 15 fábricas construídas ou em processo de construção e emprega mais de 22 mil funcionários.
A Chery alcançou, em pouco tempo, posição de destaque na indústria automotiva chinesa. Logo em seu primeiro ano de participação no setor, em 2000, a empresa conseguiu a somente vender de 28 mil unidades vendidas na China.
Dez anos depois do lançamento dos primeiros modelos da marca, ocupa apenas a 16ª posição em vendas, com o total de 360 mil carros comercializados em 2008.
Atualmente a marca é reconhecida em utilizar em seus modelos o cambio powershift 2.0 o mesmo utilizado pela Ford com algumas melhorias.

## Caoa Chery
A Chery chegou ao Brasil em 2009. Instalada em Salto, interior de São Paulo, a sede administrativa da companhia no País ocupa uma área de 100 mil metros quadrados e conta com escritórios para os executivos da montadora, área administrativa, show room e estoque de peças. O Chery Tiggo, um SUV com motor 2.0 a gasolina, 16 válvulas, 135 cv, câmbio mecânico e tração 4x2, foi o primeiro modelo da companhia lançado em território nacional. Posteriormente, comercializou no Brasil os modelos Face (A1 na China), Cielo (A3 na China) nas versões hatch e sedã, S-18 (Riich na China), Celer (Fullwin 1) nas versões hatch e sedã, e QQ, sendo este último, o modelo de maior sucesso da marca no país.  Os modelos Cielo e S-18 foram descontinuados no país, devido suas fracas vendas.
Em 28 de agosto de 2014, a Chery inaugurou sua primeira fábrica fora da China, na cidade de Jacareí, estado de São Paulo, com capacidade fabril inicial de 50.000 unidades por ano e capacidade total da planta para até 150.000 veículos/ano. O primeiro modelo fabricado é o Chery Celer (Fullwin 2), nas versões hatch e sedã. Em 2016 inicia a produção do Novo QQ e até 2018, um SUV e um modelo desenvolvido localmente. 
Em setembro de 2017, a Caoa comprou 51% das operações brasileiras da Chery, formando então a nova empresa denominada Caoa Chery.
A partir de então a empresa passou a reformular seus modelos vendidos aqui deixando de lado carros de entrada como o QQ e passando a investir em modelos de maior valor, como a família de SUVs Tiggo. 

### Modelos da Caoa Chery no Brasil
Atualmente, a CAOA Chery comercializa os seguintes modelos no Brasil:
- CAOA Chery Tiggo 2:

Em 2018 a Chery lança no Brasil o Tiggo 2, um SUV de tração 4X2 dotado de motor 1.5 16V de 115 cv, flex. É oferecido nas versões: Look (básica) e Act (top de linha) e cambio powershift 
- CAOA Chery Arrizo 5:

Apresentado no Salão do Automóvel ao lado do time de SUVs da marca, o CAOA Chery Arrizo 5 fez sua estreia em duas versões de acabamento. Sempre equipado com motor 1.5 turbo, o novo sedã da marca chinesa se destaca pela boa oferta de equipamentos e preço competitivo.O Arrizo 5 é o responsável pela estreia do novo motor 1.5 turbo flex da Chery. Enquanto na China o sedã se limita ao 1.5 aspirado, aqui ele tem turbo (sem injeção direta) e duplo comando variável, chegando a 150 cv de potência e 19,4 kgfm de torque. Sua base é o 1.5 aspirado do Tiggo 2. O câmbio será sempre automático CVT com simulação de sete marchas. Também há uma versão elétrica, primeiro sedã do país, com uma autonomia de 322 km.
- CAOA Chery Tiggo 5x

Estratégico para a marca, com câmbio powershift, o SUV compacto mede 4,33 metros de comprimento e 2,63 de entre-eixos (maior que modelos como o Honda HR-V e Hyundai Creta, por exemplo). O porta-malas tem 340 litros de capacidade que pode chegar a 1.100 litros com o banco traseiro rebatido.Ele se destaca pelo recheado pacote de série, como todo chinês. Na lista de equipamentos estão à disposição itens como seis airbags, controles de estabilidade e tração, botão de partida, sensor de pressão dos pneus, câmeras 360º, bancos de couro com ajuste elétrico para o motorista, quadro de instrumentos digital, multimídia com tela de 9" com Apple Car Play e Android Auto, câmera de ré, assistente de partida em rampas, controle de cruzeiro, volante multifuncional, freio de estacionamento eletrônico e teto solar panorâmico.
- CAOA Chery Tiggo 7

Com porte similar ao do Jeep Compass, o Tiggo 7 mede 4.505 mm de comprimento, 1.837 mm de largura e 1.670 de altura, com entre-eixos de 2.670 mm (40 mm a mais que o Tiggo 5x). O porta-malas tem capacidade para 414 litros até a altura das janelas e 1.100 litros com o encosto do banco traseiro rebatido.Ambas as versões são equipadas com exatamente a mesma mecânica do Tiggo 5x: motor 1.5 turboflex de 147/150 cv de potência e 21,4 kgfm de torque, sempre com câmbio de dupla embreagem e 6 marchas. A tração é somente dianteira.
- CAOA Chery Tiggo 8

Sendo o veículo mais caro da montadora, com câmbio powershift, as vendas surpreenderam em apenas 40 dias após o lançamento, fazendo com que a marca subisse preço em menos de 15 dias. Isto obrigou a Caoa Chery quase triplicar a fabricação. Sendo um SUV de 7 lugares, ele terá concorrentes como o Peugeot 5008 e o Volkswagen Tiguan. Só possui a motorização 1.6 turbo à gasolina com 187 cv.
A transmissão é automatizada powershift e banhada a óleo com 7 velocidades com opção de trocas manuais . A tração é 4 x 2.

- CAOA Chery Arrizo 6

Com concorrentes de peso como o Toyota Corolla e o Honda Civic, o Arrizo 6 tem como diferenciais, o porta-malas de 570 L, além do comprimento, da altura e da largura maiores que seus rivais.
A motorização é a mesma do Arrizo 5: 1.5 turboflex, com câmbio CVT de 9 velocidades, rodas aro 17 e potência de 150 cv. 
- CAOA Chery Exeed TX (Futuramente)

Com previsão para o lançamento em 2021, o presidente da CAOA Chery (em entrevista ao portal Vrum) Carlos Alberto de Oliveira Andrade afirmou que pretende com o Exeed TX, ser a "divisão de luxo da Chery" (algo como a Lexus para a Toyota). Com a meta de chegar aos Estados Unidos e Europa, os chineses apresentaram em 2017, durante o Salão de Frankfurt, o Exeed TX, um modelo que, segundo a marca, traz qualidade para brigar com as marcas tradicionais tanto em construção quanto em tecnologias. O TX foi apresentado com motorização híbrida durante a exposição alemã, com o motor 1.5 turbo 147 cv com outro elétrico, de 114 cv, com recarga por tomada (PHEV, ou híbrido plugin). 

- CAOA Chery iCar

Modelo subcompacto e elétrico da marca mais barato do Brasil, possuindo concorrentes como o Chevrolet Bolt e Fiat 500e. No capô, está um motor elétrico de 45 KWh (61 cv) e 15,3 kgfm de torque no eixo traseiro. A velocidade é limitada eletronicamente em 100 km/h com automonia de até 282 km. 

### Modelos descontinuados no Brasil
- CAOA Chery QQ: o carro popular mais vendido da China e um dos modelos mais populares da Chery em todo o mundo, o Chery QQ chegou ao Brasil com um design simpático. Estreou no mercado brasileiro como o compacto completo mais barato do país. O modelo foi descontinuado em 2019, e era o último carro remanescente do período anterior à CAOA.

- Chery Celer (hatch e sedã): compactos de passeio, dotados com motorização 1.5 16v Acteco, bi-combustível (movidos a etanol ou gasolina).

- Chery Cielo (hatch e sedã): motor 1.6 Acteco Gasolina, 119 cv, com um design arrojado, o projeto foi desenvolvido pelo Centro de Design Italiano Pininfarina, o mesmo da Ferrari. O Cielo ainda vem equipado com direção hidráulica, ar-condicionado, airbag duplo, regulagem de altura do volante, completo sistema de som, CD Player MP3 com entrada USB, porta-objetos, travamento das portas, vidros e ajustes dos retrovisores com comando elétrico e rodas de liga leve.

- Chery S-18: é um citadino subcompacto dotado de motor 1.3L 16V Acteco Flexfuel, 16V e 91 cv (etanol) e 90 cv (gasolina) a 5.600 rpm, o modelo vinha equipado de fábrica com ar-condicionado, direção hidráulica, airbag duplo, freios ABS com EBD, alarme antifurto, vidros, travas e retrovisores elétricos, além de painel digital e rádio AM/FM com CD player MP3 e entrada USB.

- Chery Tiggo: um SUV de tração 4X2 dotado de motor 2.0 16V Acteco de 135 cv, movido somente a gasolina. É oferecido em duas versões: uma com câmbio automático de 4 velocidades e outra com câmbio manual, ambas com pacote de opcionais incluso.

- Chery Face: pequeno hatch monovolume dotado de motor 1.3L 16V da Acteco, atualmente bi-combustível (movido a etanol ou gasolina). É oferecido em pacote completo, sem opcionais e foi o primeiro Chery a ser dotado de tecnologia bi-combustível, embora o marketing da montadora tenha atribuído o fato ao modelo S-18.

- CAOA Chery Tiggo 3x: Crossover um pouco maior do que o Tiggo 2, que foi descontinuado no Brasil em 2022 em apenas um ano após o seu lançamento. A Caoa Chery fechou uma das suas fábricas em Jacareí para priorizar a construção de veículos híbridos e elétricos, com isso interrompendo a produção do Tiggo 3x. A previsão de inauguração é só em 2025. [11]

## Outros modelos da Chery
- 2000 – 2006: Windcloud (A11)
- 2003: Flagcloud (A15)
- 2003: Oriental Son (B11)
- 2006: A5
- 2007: Chery A6
- 2008: Chery F-300

## Galeria de Imagens

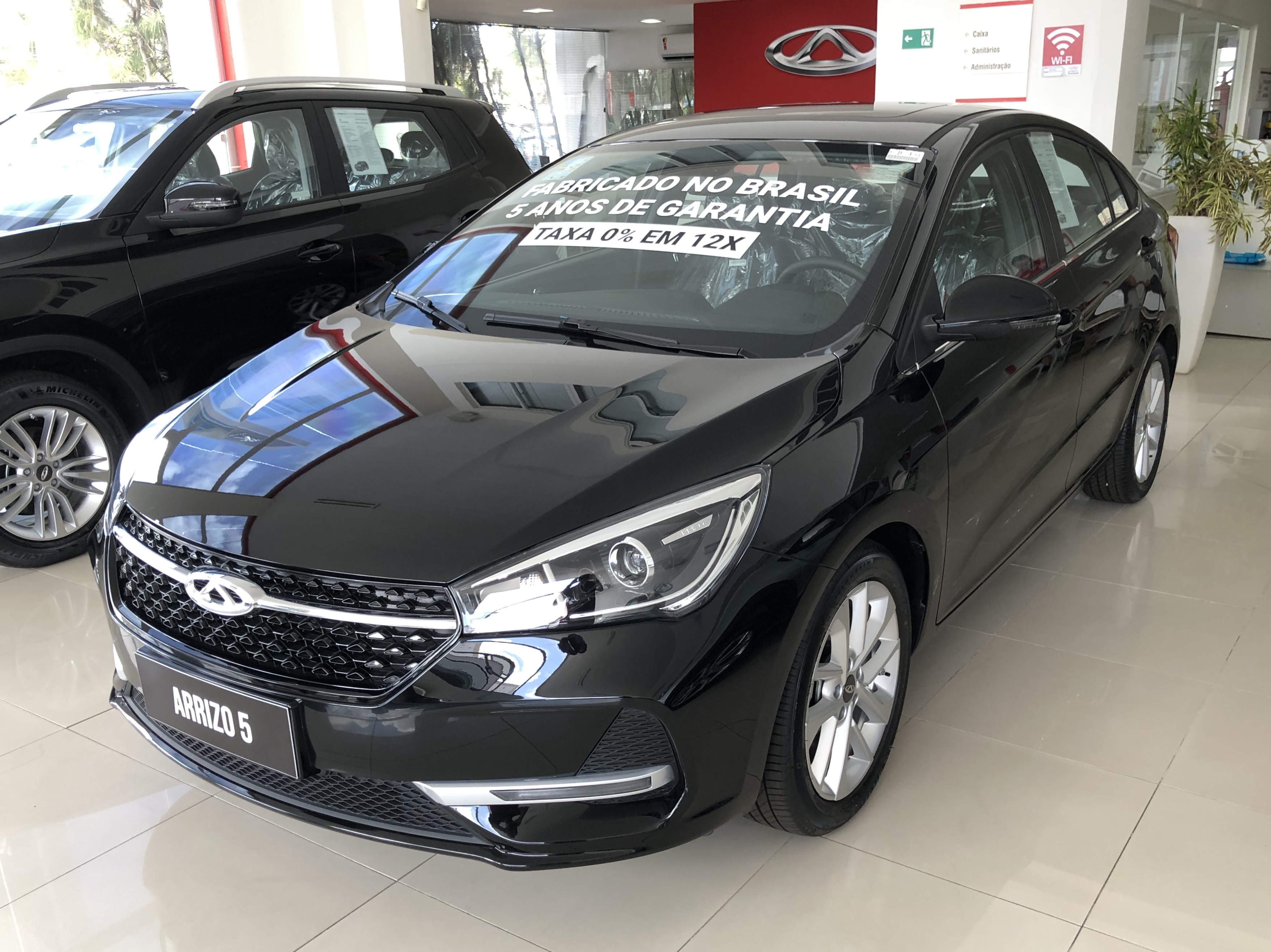
Chery Arrizo 5
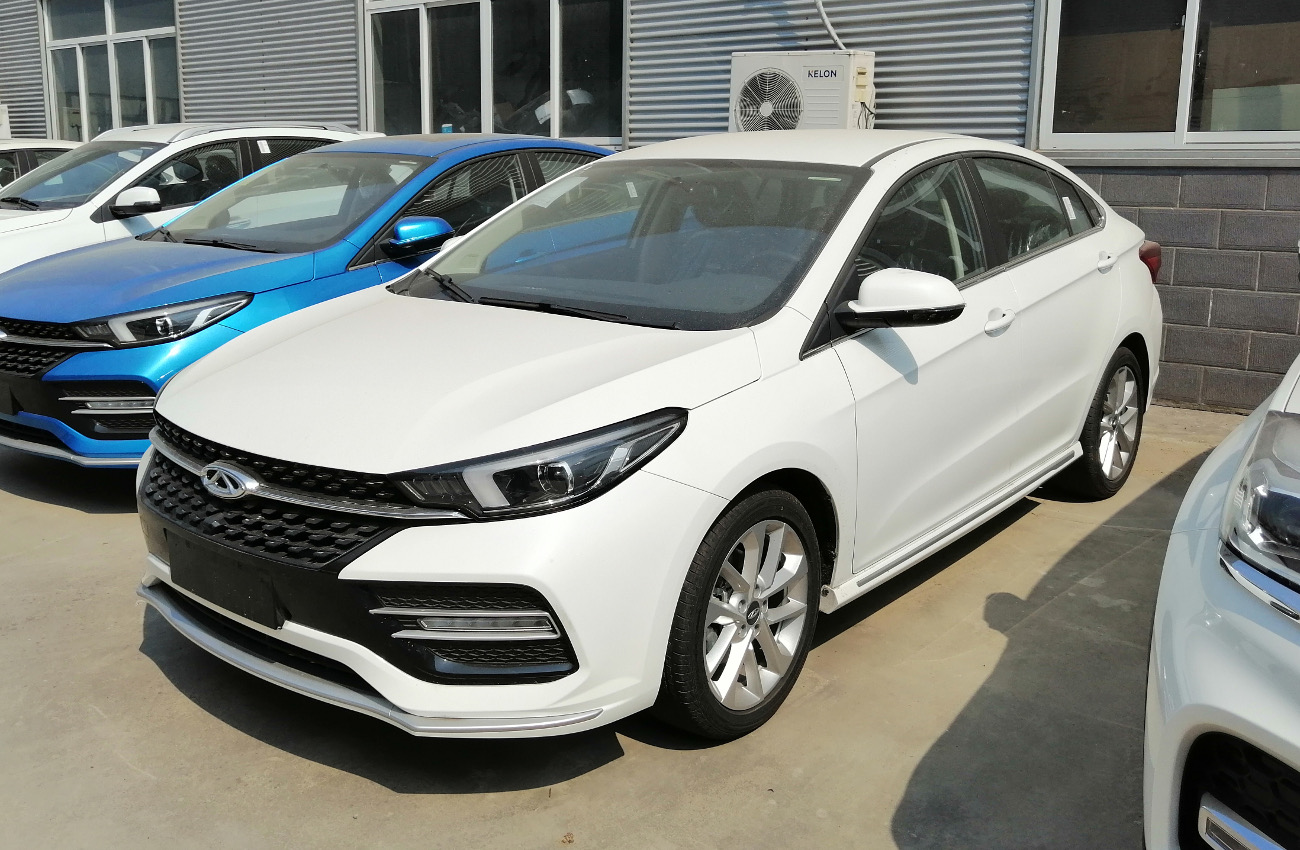
Chery Arrizo 6
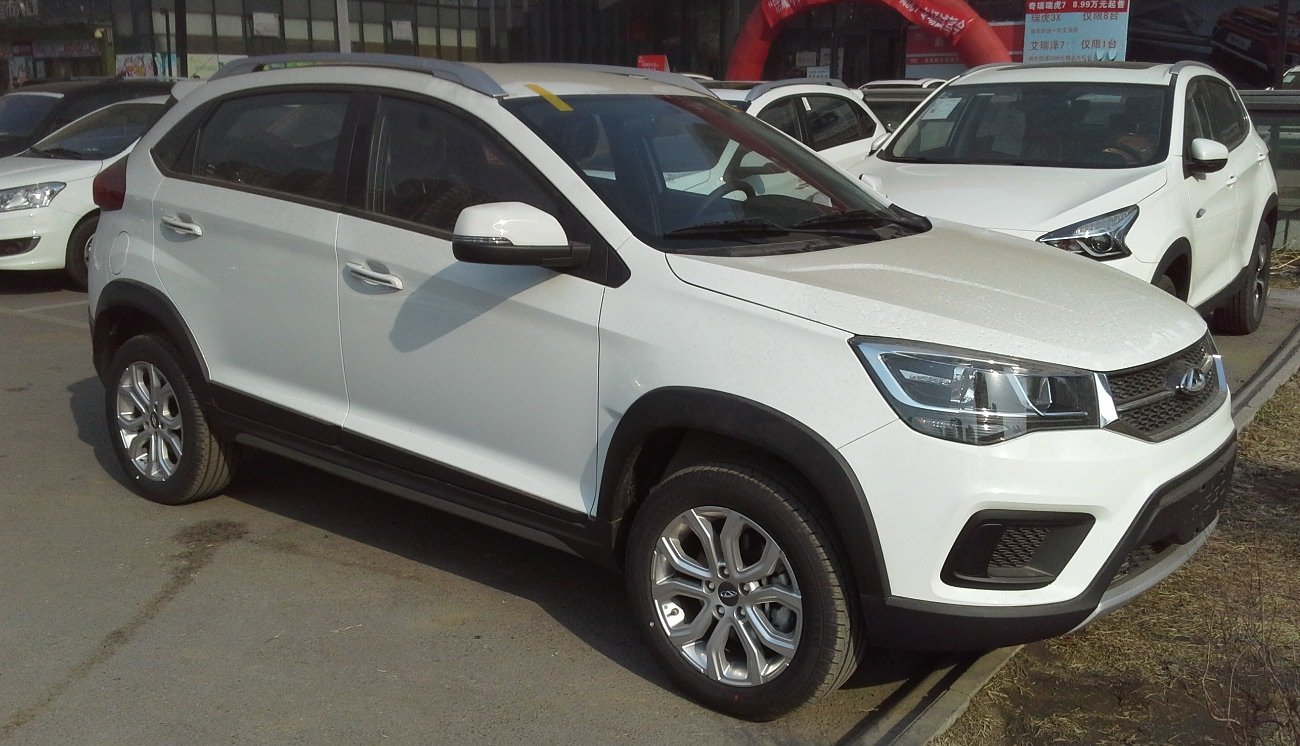
Chery Tiggo 2
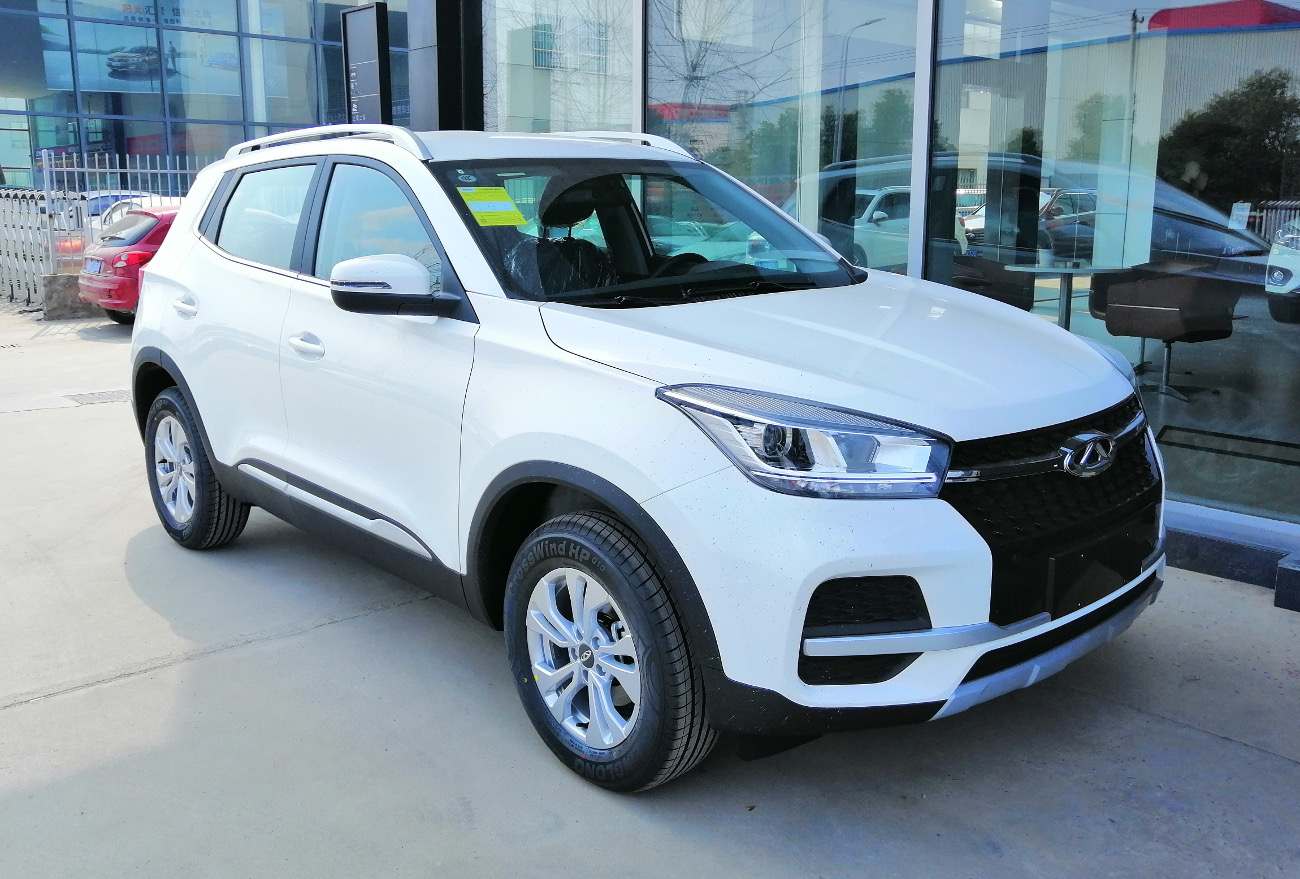
Chery Tiggo 5X
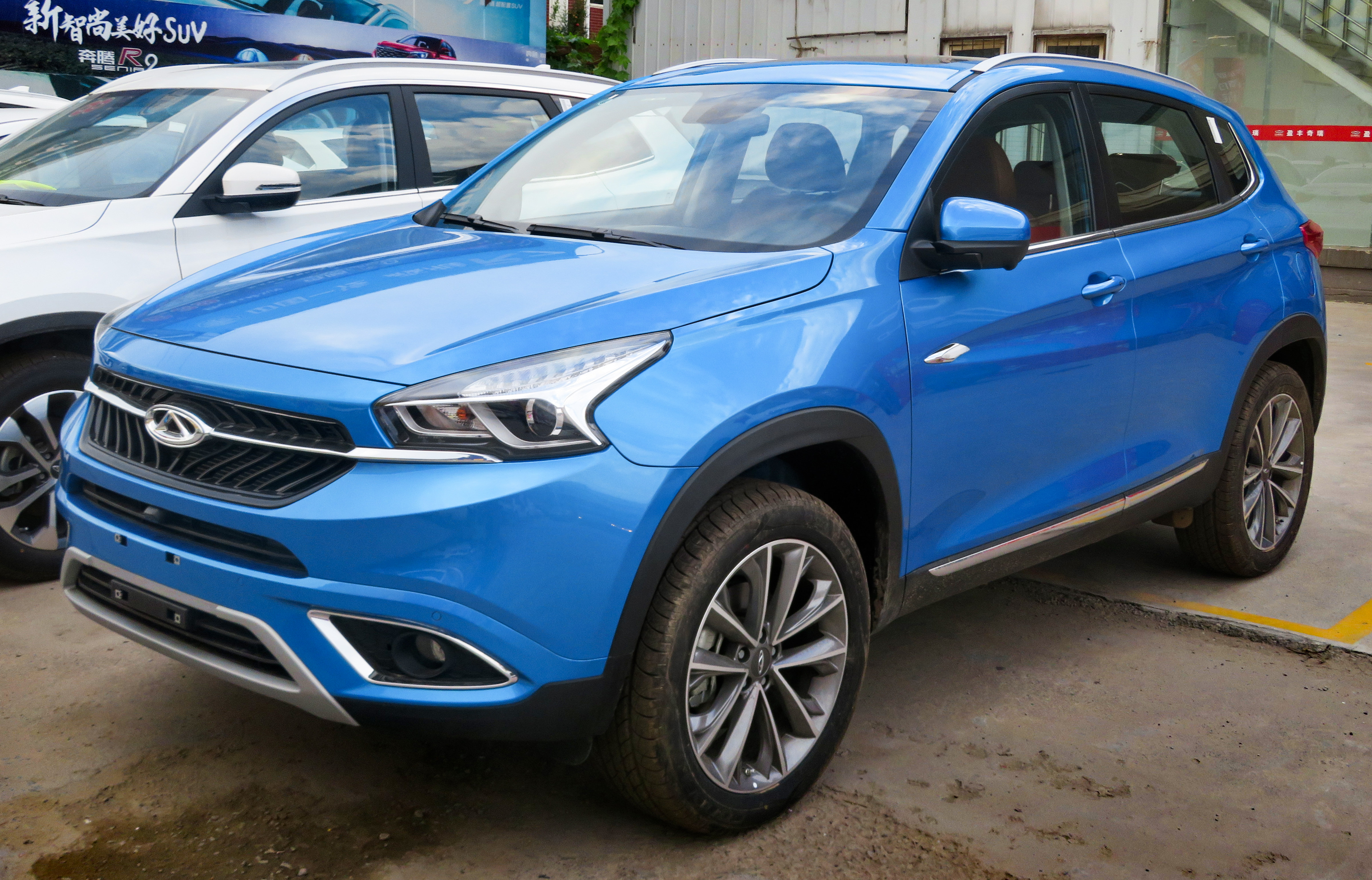
Chery Tiggo 7
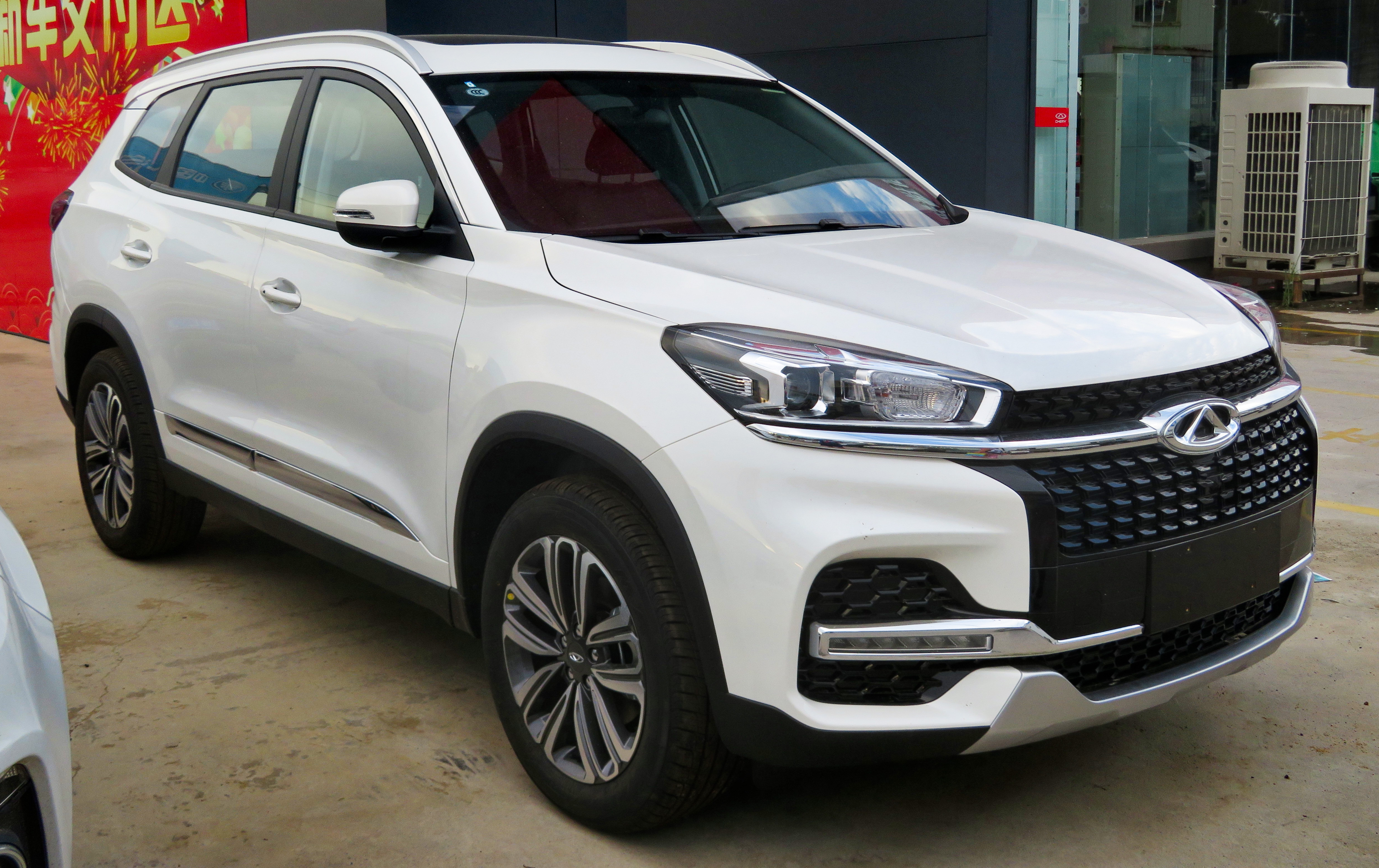
Chery Tiggo 8